# جودیت (فیلم ۱۹۶۶)
جودیت (انگلیسی: Judith) فیلمی به کارگردانی دنیل من است که در سال ۱۹۶۶ منتشر شد. از بازیگران آن می‌توان به سوفیا لورن، پیتر فینچ، جک هاوکینز، فرانک ولف و آندره مورل اشاره کرد.